# 御岩神社
御岩神社（おいわじんじゃ）は、茨城県日立市入四間町にある神社。社格は村社。常陸国最古の霊山と言われている御岩山の麓にあり、古代信仰や神仏習合色を色濃く遺す。近年は国内有数のパワースポットとして注目を集めている。

## 祭神

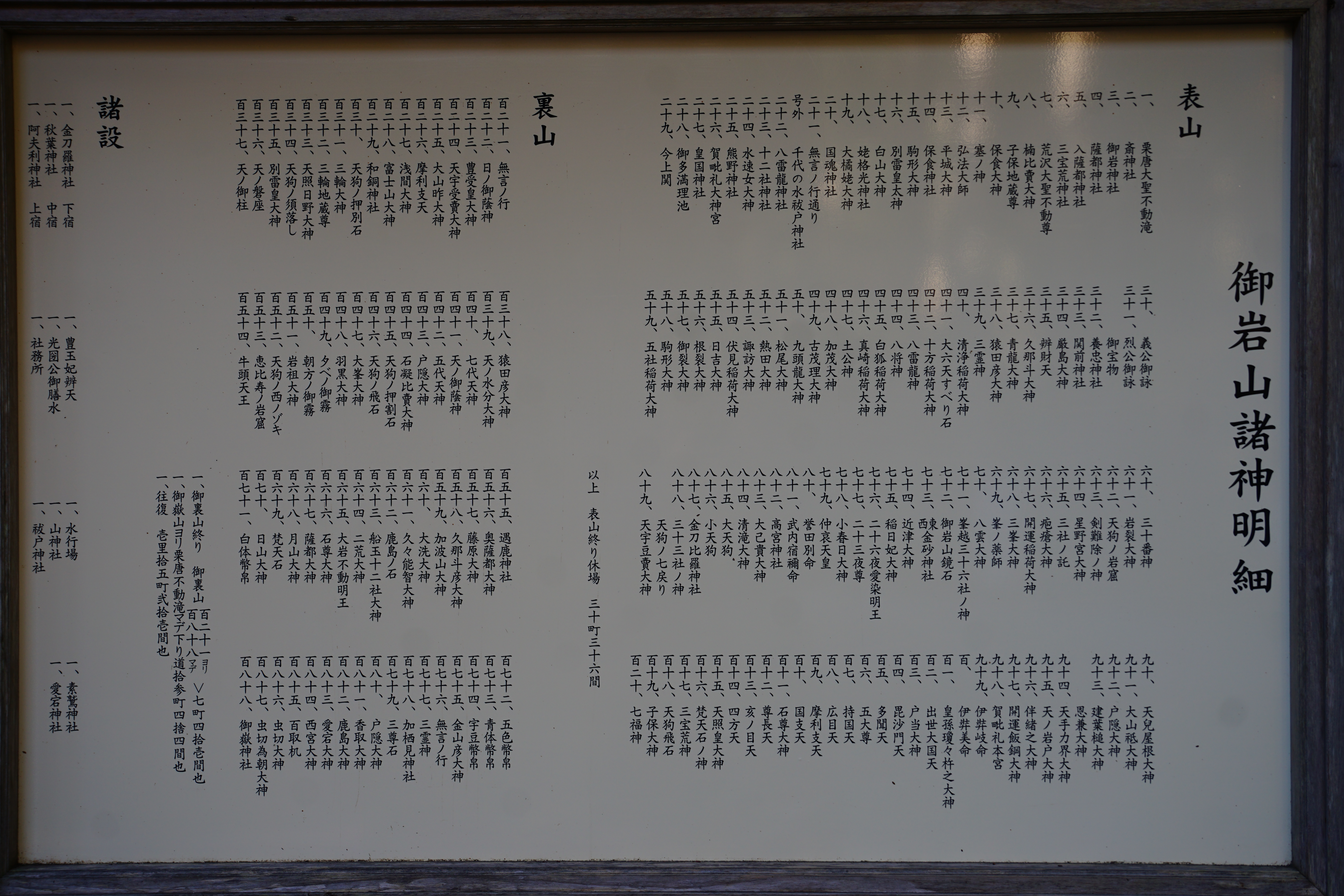
御岩山神社 諸神明細

国之常立神、大国主、伊邪那岐、伊邪那美ほか22柱。御岩山全体で188柱の神が祭られている。

## 歴史
創建は不詳。『常陸国風土記』に「（御岩山の古称である）かびれの峰に天つ神鎮まる」の記述がある。また、御岩山山中から縄文時代晩期の祭祀遺跡が発掘されており古代より信仰の地であったと考えられている。江戸時代には水戸藩初代藩主・徳川頼房が出羽三山を勧請し水戸藩の国峰に定め、歴代藩主は参拝するのを常例とした。第2代藩主・光圀により大日如来を本地とした御岩大権現に名称が改められた。第9代藩主・斉昭は、敬神廃仏の方針から神仏分離を行い御岩神社を唯一神道に改め、僧侶、修験の神社奉仕を禁じた。さらに明治期の廃仏毀釈により、大日堂、仁王門等が取り壊されたが、現在でも仏像が祭られているなど、神仏習合色が色濃く残っている。

## 境内
御岩山西側斜面一帯が神域となっており、社殿が点在している。

### 参道
拝殿から表参道と裏参道に分かれる。かびれ神宮の先で合流し御岩山山頂まで続いている。

### 拝殿
国常立尊、大国主命、伊邪那岐尊、伊邪那美尊他二十二柱が祭られている。 

### かびれ神宮
表参道奥宮。天照大神、邇邇藝命、立速日男命が祭られている。社殿前に今上石と呼ばれる巨石があり、この岩の奥からわき出た水が御多満里の池となっていた。徳川光圀が『大日本史』を編纂するにあたり、この池の水で筆染めの儀を行ったとされている。

### 斎神社
天御中主神、高皇産霊神、神皇産霊神、八衢比古神、八衢比賣神を祭る。茨城県指定有形文化財の大日如来像、日立市指定文化財の阿弥陀如来像も祭られている神仏習合の社。天井画の雲龍図は2016年秋に行われた茨城県北芸術祭の出品作として岡村美紀が描いたもの。

### 薩都神社中宮
裏参道奥宮。常陸太田市里野宮町の薩都神社の奥宮。立速日男命を祭る。この神は『常陸国風土記』や『百家系図稿』以外に記載が見られない。別名を速経和気命といい、これは速く光るものという意味であり雷神と考えられている。薩都神社の社格は延喜式内社、郷社。

### 楼門（大仁王門）
明治の廃仏毀釈で取り壊されたが、近年再建された。阿吽の仁王像が安置されているほか霊場図が展示されている。

### 三本杉
御神木。林野庁選定森の巨人たち百選。茨城県指定天然記念物。推定樹齢500年、樹高約50m、幹周8.48m。地面から約3mのところから幹が3本に分かれている。

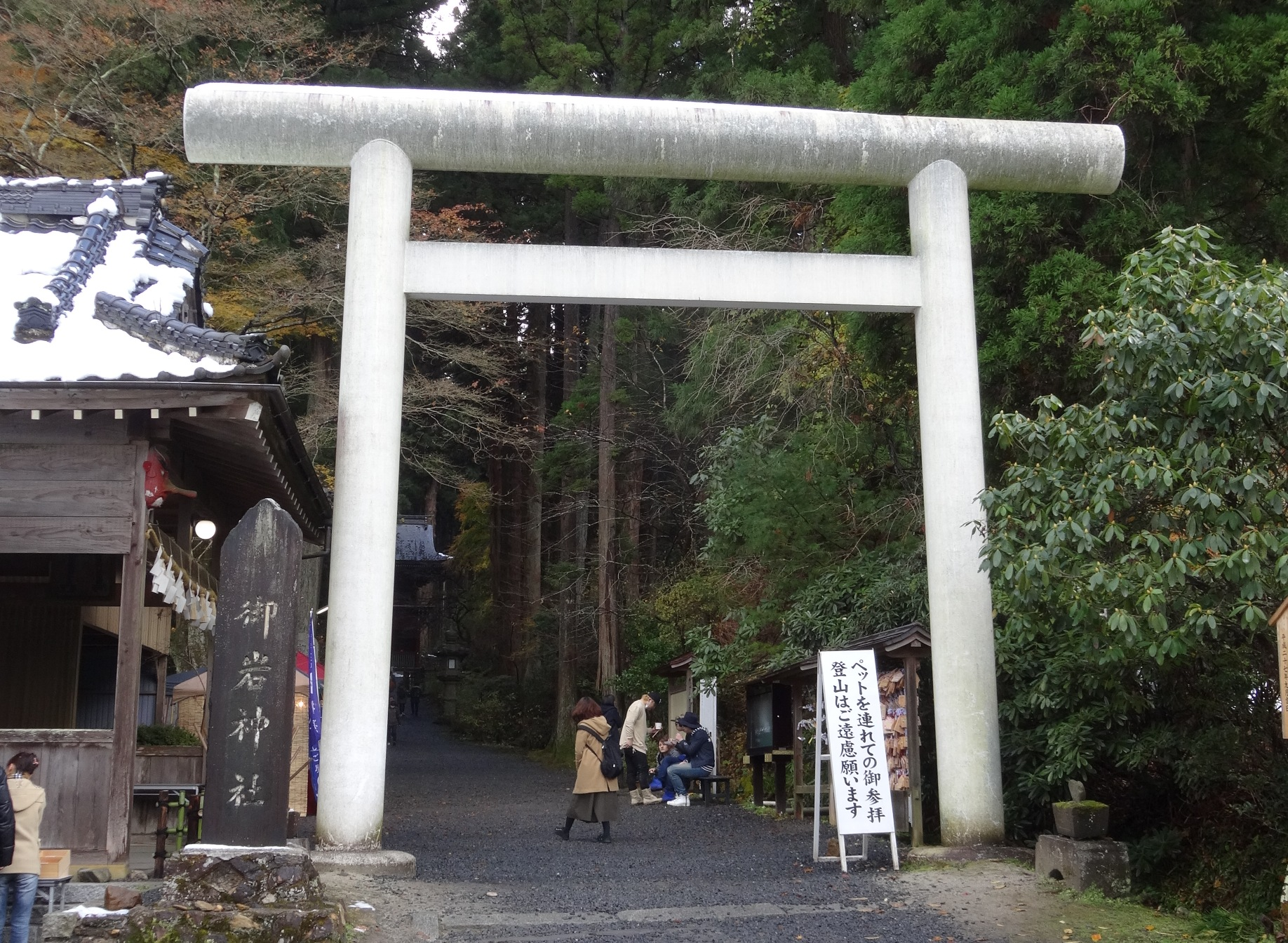
鳥居
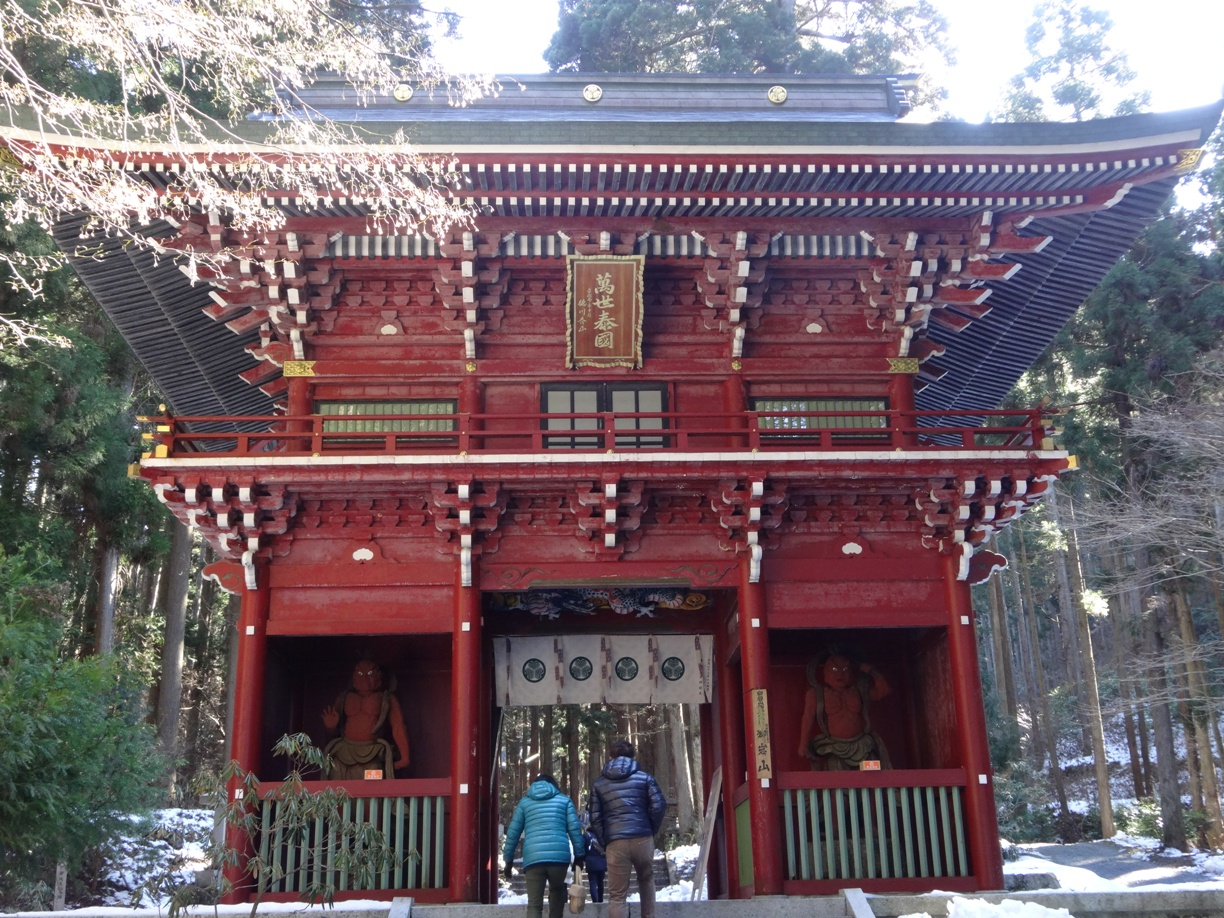
楼門
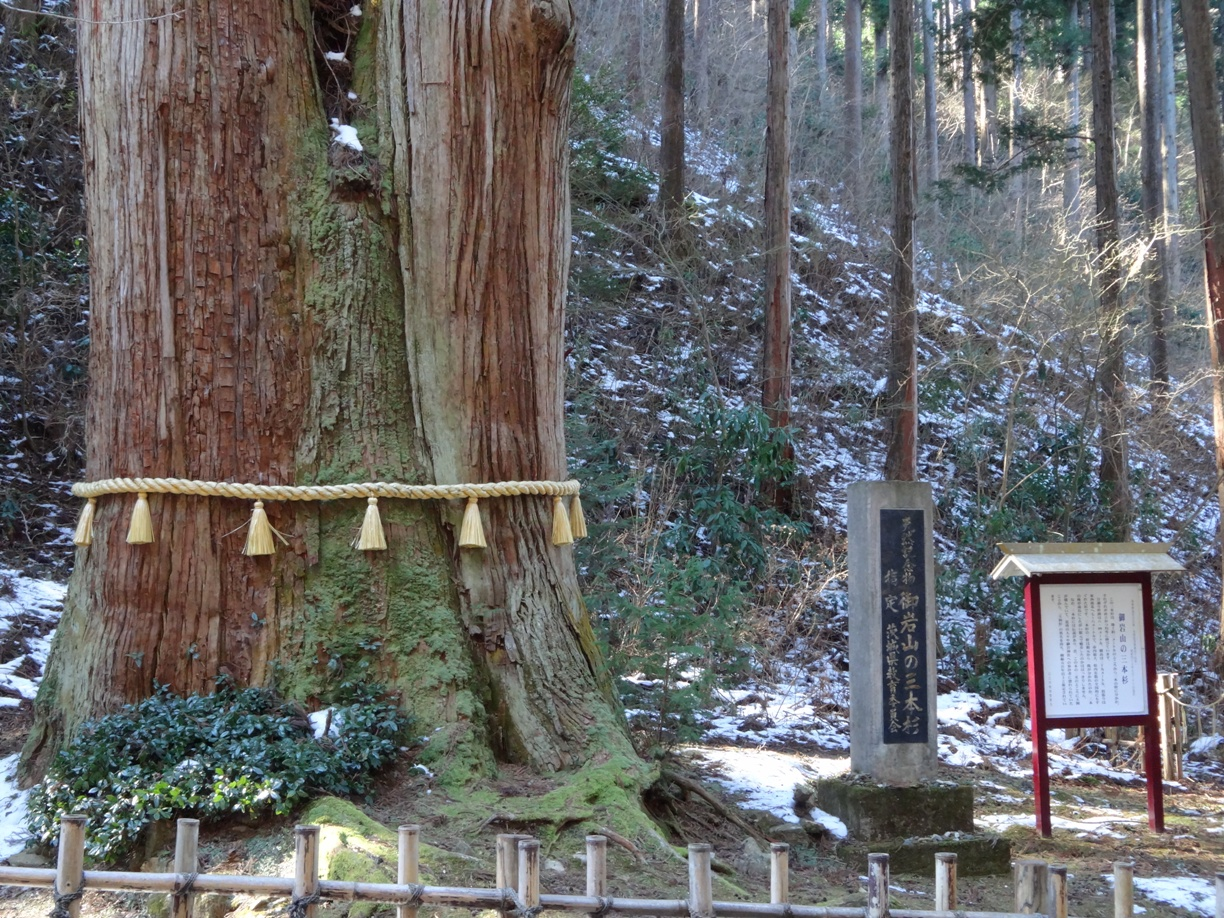
三本杉
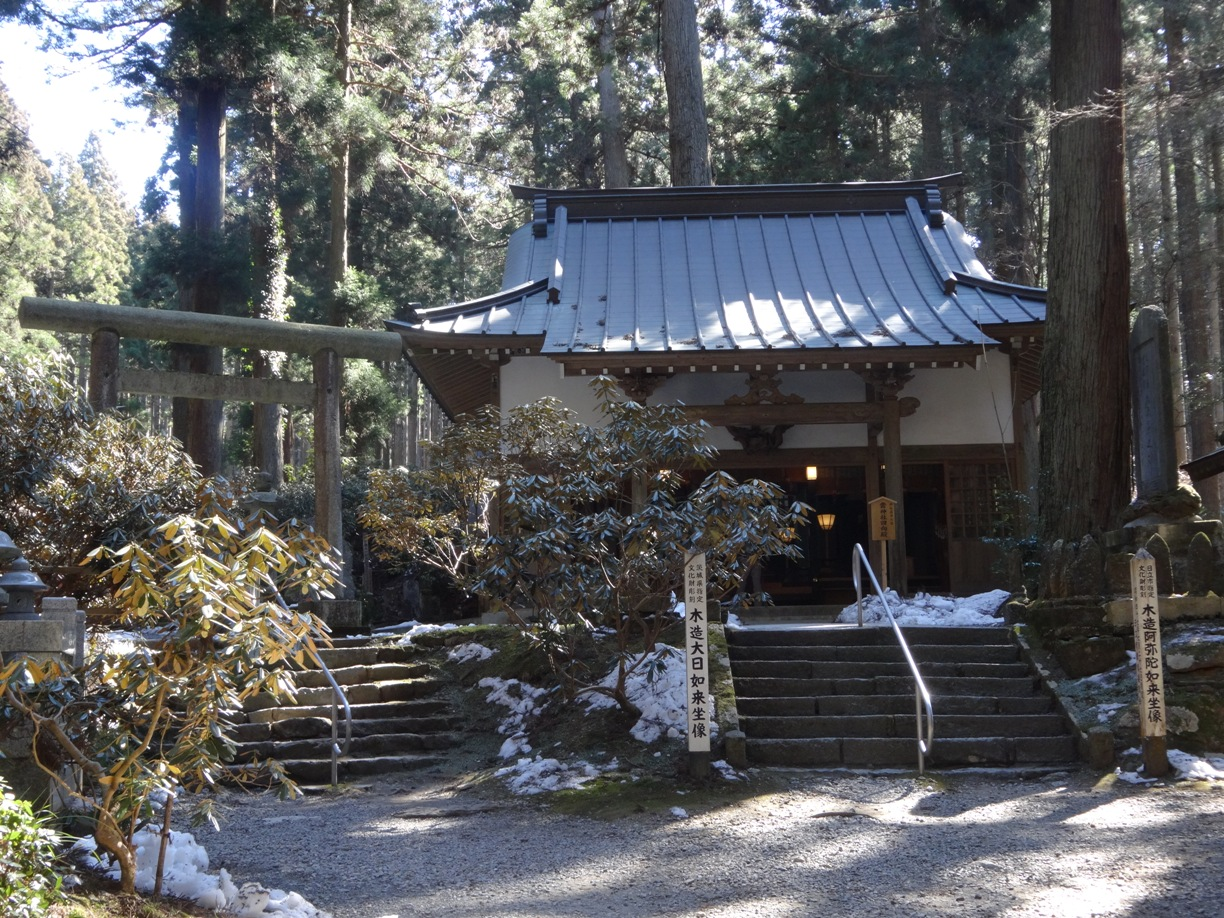
斎神社
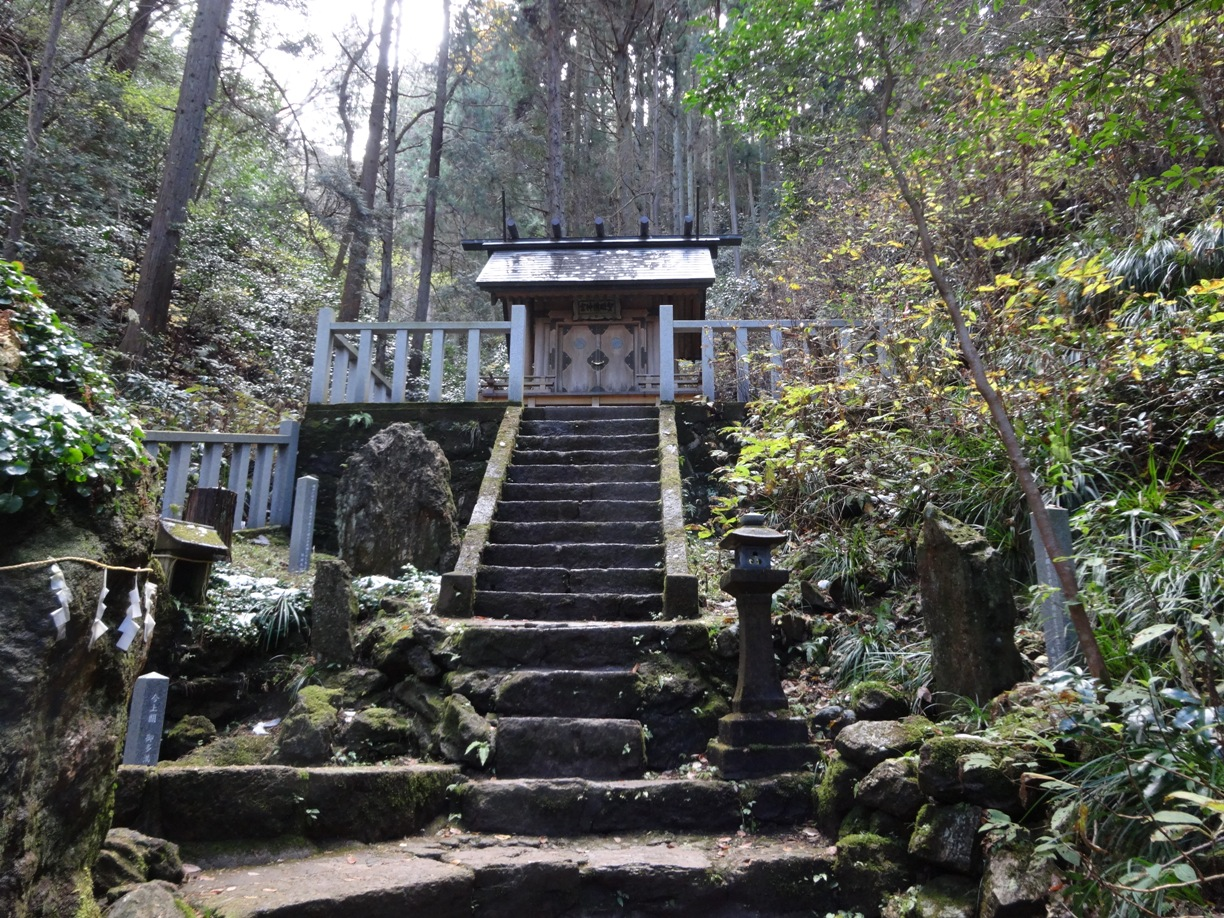
かびれ神宮
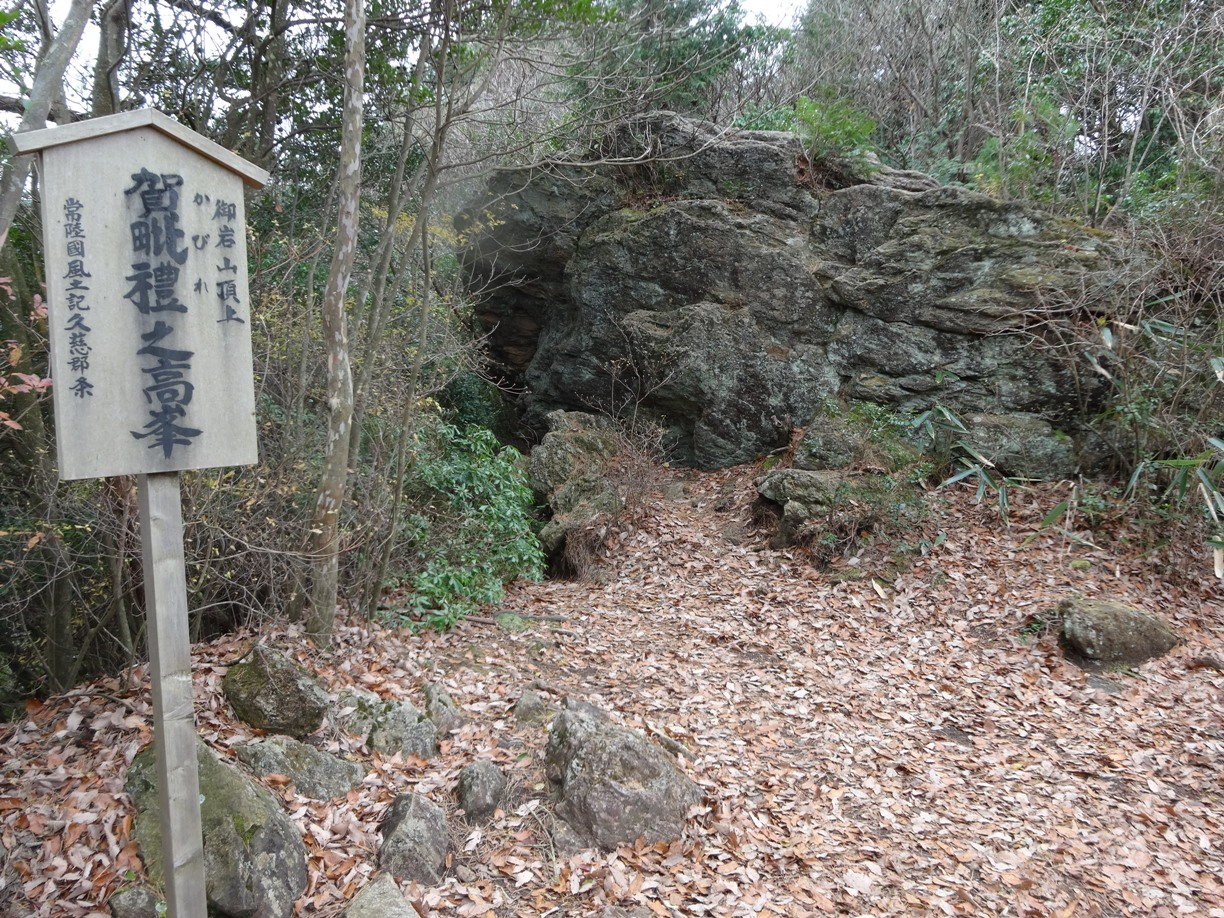
御岩山山頂
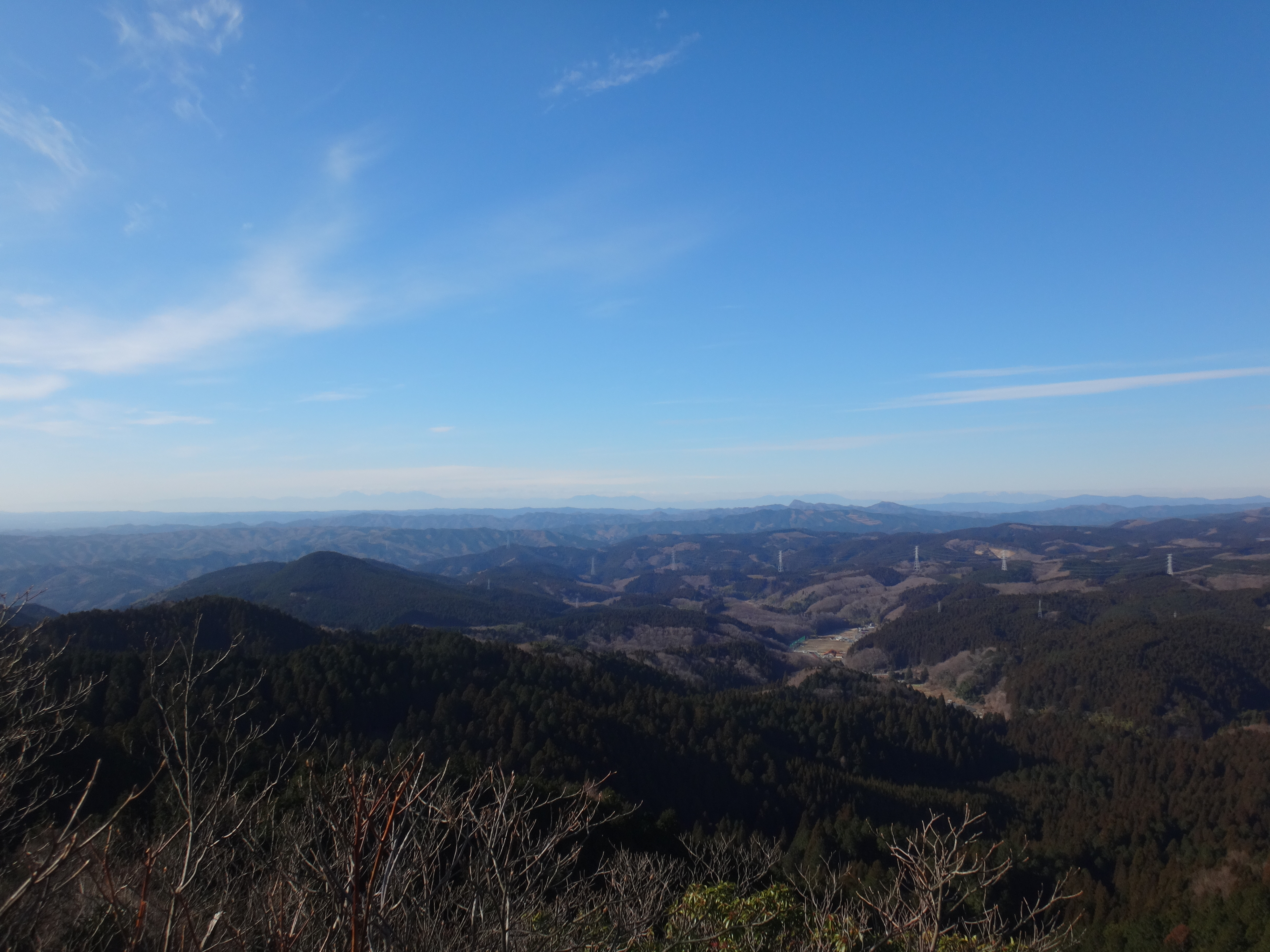
御岩山からの眺望

## 祭事
- 元旦祭、新年祈祷祭（1月）
- 節分祭、かびれ神宮祭、祈年祭（2月）
- 春期回向祭、例祭（4月）
- 薩都神社例祭（5月）
- 中元祖霊祭盆供養（8月）
- 秋期回向祭（10月）
- 七五三詣祭、新嘗献穀祭（11月）
- 月次祭、月祓（毎月1日）

回向祭は、春と秋の年2回行わる宗教宗派を超えた鎮魂の祭礼であり、神仏混合の御岩神社特有の祭事。

## 現地情報
所在地
- 茨城県日立市入四間町752

交通アクセス
- 東日本旅客鉄道（JR東日本）常磐線 日立駅 から茨城交通バス「御岩神社前」バス停下車
- 車：常磐自動車道 日立中央ICから約10km

周辺
- 高鈴山
- 奥日立きららの里
- 日鉱記念館